# Lydenburg
Lydenburg – miasto w prowincji Mpumalanga, w Republice Południowej Afryki. Nazwę miasta zmieniono w roku 2006 na Mashishing.
W latach 1849–1860 miasto było stolicą Republiki Lydenburga.